# Spiegelliteratuur

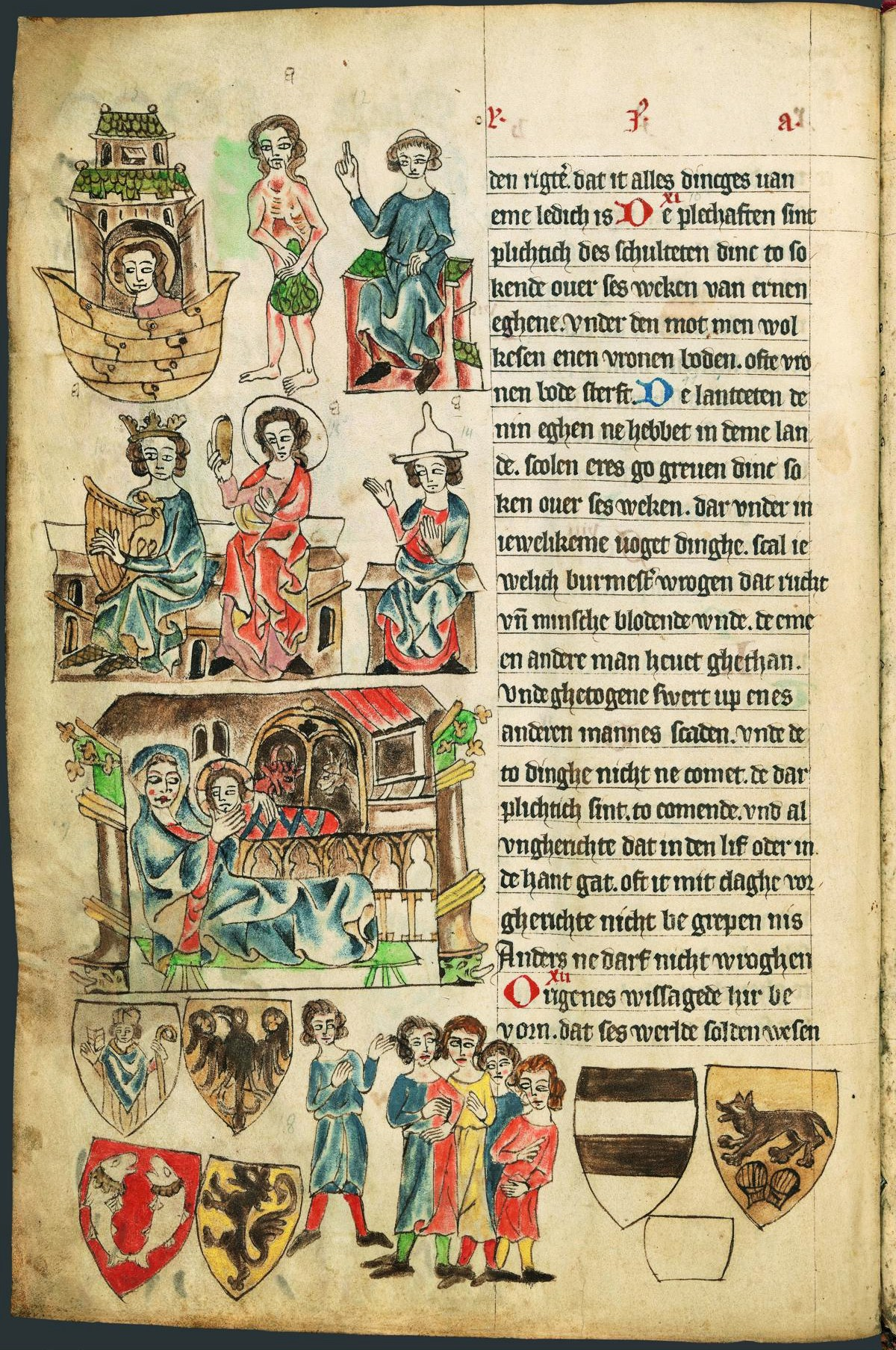
Uit de Sachsenspiegel van Eike van Repgow: Landrecht en Leenrecht onder de wapenschilden van adellijke families. Pagina van 'the Oldenburg Picture Manuscript', 1336. Landesbibliothek Oldenburg

Spiegelliteratuur is de verzamelnaam van middeleeuwse literatuur met het woord 'spiegel' (Latijn speculum) in de titel. In de tekst wordt een spiegel voorgehouden aan de maatschappij en dit in de meest uiteenlopende gebieden van het leven. Dit kan zijn over de wet, de overheid, over moraal, religie of een bepaald wereldbeeld. De spiegelliteratuur heeft een eigen opbouw en poëzie. Het is bedoeld om te informeren en te onderwijzen.

## Inhoud en vormen
De oudste spiegelliteratuur is meestal in het Latijn geschreven en omvat bijvoorbeeld het Speculum regnum (Spiegel der koningen) van Godfried van Viterbo (ca. 1185), het Speculum Stultorum (de Narrenspiegel) van Nigellus de Longchamp (ca. 1180) en het Speculum maius (de Grote Spiegel) van Vincent van Beauvais (ongeveer 1250), de grootste encyclopedie van de middeleeuwen. 
Spiegelliteratuur kwam in de middeleeuwen ook voor in de volkstaal. In Duitsland kennen we de literatuur van Eike von Repgow, in het eerste derde deel van de 13e eeuw geschreven, mnd. Saksenspiegel ( Spiegel van de Saksen), de circa in 1275 geschreven Spiegel aller deutschen Leute,  of auteur  Conrad Heyden met Klagspiegel (1436) en Ulrich Tenglers met Laienspiegel (1509).